# Русаля
Русàля е село в Северна България. То се намира в община Велико Търново, област Велико Търново. До 1934 година името на селото е Голямо Ялàре.

## География
Село Русаля се намира на около 24 km от Велико Търново, по пътя за Павликени – третото след селата Самоводене и Хотница. По другия път от Велико Търново по пътя за София и при Пушевския кантон надясно през с. Мусина, разстоянието до Русаля е 26 km.
GPS координатите на Русаля са N 43°09’59,8” и E 25°27’25,3”. Надморската височина в тези координати е 99 m.
През селото преминава река Негованка. Интересни обекти са Пещерата, Кралимарковият камък и Кралимарковата стъпка, както и училището по изкуства и занаяти „Димитър Екимов“ за социално слаби деца.

## История
В някои от местностите около днешното село през XII – XIV в. е имало малки селища. Историческите документи сочат за съществуването на село Хрусалица, което със завладяването на българската държава от турците е унищожено от завоевателя. В началото на XV в. отново е заселено с помохамеданчени българи. През втората половина на XV в. е основано село Яялар. Това село през втората половина на XVIII в. е вече Яялари Кебир – Голямо Яларе. Историята на село Яялари Кебир се губи в миналите векове и тук-там се споменават откъслечни сведения в турските регистри за него.
По-просветени хора от Русаля, или свързали живота си с него, са писали в своите спомени за някои моменти от историята му, но повечето от тях не са се опирали на документален материал. Интерес са представлявали спомените на учителя-поборник опълченец Иван Русев Зринов от Беброво, Еленско, който учителства в селото от 1879 до 1881 г. Спомените му са изгубени от архива на първоначалното училище. Известни бележки, които е направил от тях учителят Руси Ст. Русев, ни бяха предоставени за ползване, за което искрено му благодарим.
Спомените на стария учител и кооперативен деятел Илия Ст. Катакашев (1864 – 1962) също са изгубени. Спомените на свещеник Георги Анчев (1864 – 1947), записани в Летописната книга на църквата „Св. Богородица“ в Русаля, се отнасят до името на селото според различните предания за първите заселници българи и за строежа на църквата.
Местният родолюбец агрономът Цоню Анчев Тодоров (1876 – 1951), пише в спомените си за местностите около селото, за техните наименования и за природните им хубости. Малко е записано за живота и дейността на Йордан Ив. Парцалев (1856 – 1938), активен участник в революционния комитет и четник в четата на поп Харитон. Народният учител, профсъюзен и партиен ръководител Васил Мавриков (1876 – 1959) е оставил спомени за политическата дейност в селото, както и за основаването на комунистическата партийна група. Известна проучвателна дейност е извършил учителят Трифон А. Стойнов (1900 – 1984), който е записал спомени на възрастни хора от селото.
При избухването на Балканската война човек от селото е доброволец в Македоно-одринското опълчение.
През 2014 година е създадено училище-пансион по изкуства и занаяти за социално слаби деца „Димитър Екимов”. В училището се обучават безплатно будни и даровити деца от най-бедните слоеве на обществото. Деца, които израстват в пълна социална изолация и носят клеймото на обреченост, деца, които са лишени от правото на равен старт и шанс за развитие.

## Население
Численост на населението според преброяванията през годините:
| \| Година на преброяване \| Численост \| \| --------------------- \| --------- \| \| 1934 \| 1401 \| \| 1946 \| 1379 \| \| 1956 \| 1122 \| \| 1965 \| 868 \| \| 1975 \| 615 \| \| 1985 \| 518 \| \| 1992 \| 426 \| \| 2001 \| 364 \| \| 2011 \| 275 \| \| 2021 \| 237 \| |           |
| Година на преброяване | Численост |
| 1934 | 1401      |
| 1946 | 1379      |
| 1956 | 1122      |
| 1965 | 868       |
| 1975 | 615       |
| 1985 | 518       |
| 1992 | 426       |
| 2001 | 364       |
| 2011 | 275       |
| 2021 | 237       |

### Етнически състав
Преброяване на населението през 2011 г.
Численост и дял на етническите групи според преброяването на населението през 2011 г.:
|                     | Численост | Дял (в %) |
| Общо                | 275       | 100,00    |
| Българи             | 267       | 97,09     |
| Турци               | 5         | 1,81      |
| Цигани              | 0         | 0,00      |
| Други               |           |           |
| Не се самоопределят |           |           |
| Неотговорили        | 1         | 0,36      |

## Личности
- Анчев, Анчо Тачев (1884 – 1957) – кмет на Русаля
- Анчев, Борис Тачев (1894 – 1971) – кмет
- Анчев, Иван Трифонов – кмет на Дряново
- Анчев, Илия Тачев (п. 16.10.1912) – ефрейтор, участник в Балканската война, убит в Бонар Хисар
- Анчев, Тачо Стоянов (1856 – 1929) – участник в четата на Христо Ив. Големия
- Георгиев, Яне, български революционер от ВМОРО, четник на Цено Куртев[8]
- Тачев, Петър Витанов (р. 1938) – многократен републикански шампион по вдигане на тежести
- Тачев, Тачо Ангелов (п. 3.10.1944) – загинал на фронта
- Стоянов, Тачо Иванов (п. 16.10.1912) – младши подофицер, участник в Балканската война, убит в Бонар Хисар